# Milan Kwiatkowski
Milan Kwiatkowski (ur. 15 marca 1938 w Poznaniu, zm. 22 czerwca 1999 tamże) – polski polonista, nauczyciel, dramatopisarz, kierownik literacki teatrów, teatroznawca.

## Życiorys
Był synem Dymitra Bogdana (socjologa) oraz Zofii Arendt (nauczycielki). Ukończył VI Liceum Ogólnokształcące im. Ignacego Jana Paderewskiego w Poznaniu, a w 1960 filologię polską na Uniwersytecie im. Adama Mickiewicza (na studiach był prezesem Koła Polonistów). Pracował w wydawnictwie "Pospress" i magazynie itd. Nauczał języka polskiego w Technikum Budowlanym. Od 1972 był kierownikiem literackim Teatru im. Aleksandra Fredry w Gnieźnie. Utworzył ruch młodzieżowy "Proscenium" w Poznaniu. Od 1973 był kierownikiem literackim Teatru Nowego w Poznaniu, blisko związanym artystycznie z Izabellą Cywińską. Był współautorem i redaktorem albumów Teatr Nowy w Poznaniu 1923–1973 i Teatr Nowy w Poznaniu 1973–1983. Napisał scenariusze do sztuk: Ojczyzna chochołów, Opłatki polskie i Aktorki. Publikował naukowe artykuły o teatrze, w tym m.in. o twórczości Emila Zegadłowicza. Jego teksty ukazywały się m.in. w Kamenie, Akcencie, Kronice Wielkopolski, Kronice Miasta Poznania i Przekroju. Został pochowany na cmentarzu Górczyńskim w Poznaniu. 

## Upamiętnienie
Kwiatkowski mieszkał na osiedlu Piastowskim na poznańskich Ratajach, dnia 9 czerwca 2020 roku Rada Miasta Poznania z inicjatywy radnego Miasta Poznania, Łukasza Kapustki przyjęła uchwałę nadającą skwerowi położonemu na tymże osiedlu obok ronda Rataje na skrzyżowaniu ulic  Bolesława Krzywoustego i  Ludwika Zamenhofa jego imię.